# Sauternes (vino)

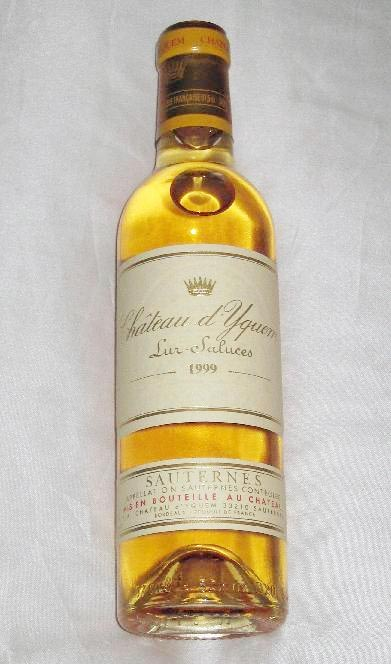
Media botella de Sauternes de Château d'Yquem.

El Sauternes es un vino dulce francés de la región de Sauternes, dentro de la región vinícola de Burdeos. El Sauternes se elabora predominantemente con uvas sémillon y, en menor medida, con uvas sauvignon blanc y muscadelle. Las uvas han de estar afectadas por la Botrytis cinerea, también conocida como la podredumbre noble. Esto hace que las uvas queden parcialmente pasificadas previo a su vendimia, de lo que resulta en vinos con una mayor concentración de azúcar y un aroma característico. Debido a su clima, Sauternes es una de las pocas regiones vinícolas donde la infección de Botrytis cinerea es algo que acontece con frecuencia. Aun así, la producción es arriesgada, y la calidad de los vinos varía mucho de una añada a otra. La denominación de origen Sauternes comprende a los vinos producidos en las comunas limítrofes de Sauternes (1300ha), Bommes (380ha), Preignac (565ha) Fargues (190ha), y Barsac (403ha). Los vinos se comercializan bajo los nombres de Sauternes, Barsac, o Sauternes-Barsac. 
Los vinos de Sauternes han gozado siempre de gran reputación. Junto con los vinos tintos del Médoc, fueron los únicos vinos de Burdeos que recibieron su propia clasificación en la Clasificación Oficial del Vino de Burdeos de 1855. Aunque por tratarse de vinos dulces los vinos clasificados de Sauternes no cotizan a los precios que alcanzan los vinos del Médoc, Sauternes cuenta la única bodega Premier Cru Supérieur de Burdeos, el Château d'Yquem, cuyos vinos cotizan a precios comparables a los de las grandes bodegas del Médoc. Las zonas limítrofes al viñedo de Sauternes también producen vinos dulces botrificados de inferior calidad pero precios más modestos, producidos bajo su propia denominación de origen: Cérons, Loupiac y Cadillac. Reflejo del prestigio del vino de Sauternes, en los Estados Unidos hay una etiqueta genérica para vinos de postre blancos dulces conocidos como sauterne sin la "s" al final y sin mayúsculas.

## Historia
Aunque se cree que la viticultura fue introducida en Aquitania por los romanos, la evidencia más antigua de producción de vino dulce en Burdeos data solo del siglo XVII. Históricamente, la zona de Sauternes era productora de vino tinto, destinado sobre todo a la exportación a Inglaterra, a donde desde la Edad Media se exportaba el clairet (origen del término clarete), un vino rosado oscuro que hasta el siglo XVIII fue el principal vino producido en la región vinícola de Burdeos. La producción de vino blanco en Burdeos data del siglo XVII, cuando los tratantes de vinos holandeses empezaron a invertir en viñedos de uvas blancas en Burdeos. El interés holandés en la zona se debió sobre todo a que la producción de vino blanco en Alemania había empezado a decaer a raíz del incremento de la popularidad de la cerveza y al estallido de la Guerra de los Treinta Años, que paralizó la producción vinícola en los valles del Rin y del Mosela. Los comerciantes holandeses introdujeron en la región las técnicas alemanas de elaboración de vino blanco, centradas en la detención de la fermentación con el uso de azufre para mantener los niveles de azúcar residual. La principal técnica implicaba coger una vela (conocida como "vela de azufre") con su mecha hundida en el azufre y quemada en la barrica en la que fermentará el vino. Esto deja una presencia de azufre residual en la barrica que interactúa lentamente con el vino conforme fermentase. Siendo un agente antimicrobiano, el azufre "aturde" a las levaduras que estimulan la fermentación, haciendo que llegue a detenerse con altos niveles de azúcar aún en el vino. 
En un principio, el vino resultante de detener la fermentación con vela de azufre suele ser un vino de estilo relativamente dulce, de poco cuerpo y de muy baja graduación alcohólica (menos del 9%), al estilo de los tradicionales vino blancos alemanes de uva riesling de estilo auslese que dominaron el mercado alemán hasta la segunda mitad del siglo XX, cuando el gusto por los vinos de más cuerpo y menos dulces llevó a variar la técnica de producción hacia vinos más secos y ácidos. Los tratantes holandeses empezaron a identificar uvas adecuadas para la producción de vino blanco (sobre todo, la uva semillón), así como las zonas donde plantar estas vides, más delicadas que las de cabernet sauvignon o merlot. La zona de Sauternes, al sur de Graves y relativamente alejada del mar se convirtió en la principal zona de vid blanca de Burdeos. De hecho, para finales del siglo XVII, la producción vinícola de Sauternes había pasado a estar dominada por este tipo de vinos blancos, que eran conocidos como vins liquoreux. Aunque los vinos era relativamente dulces, se desconoce hasta qué punto. No está claro si estos vinos blancos producidos a instancias de los holandeses estaban hechos de uvas con podredumbre noble.
La producción en Sauternes de vino dulce botrificado, hecho con uvas afectadas por Botrytis, debe por tanto datar de como muy pronto finales del siglo XVII. Sin embargo, se desconoce cómo o cuando empezó a ser producido de ese modo. El experto enólogo Hugh Johnson ha sugerido que el poco atractivo de beber vino hecho con uvas infestadas de hongos puede haber hecho que los productores de Sauternes mantuvieran en secreto el uso de Botrytis. Existen documentos del siglo XVII en los que se relata que, al llegar octubre, las uvas sémillon estaban infectadas por la Botrytis y los cosechadores tenían que separar las uvas infectadas de las sanas. Sin embargo, estos documentos no recogen si las uvas botrificadas se usaban o no para hacer vino. Para el siglo XVIII, la práctica de usar uvas infectadas de podredumbre noble en Tokaj y en Alemania era bien conocida. Parece que en ese momento el "secreto del que nadie hablaba" empezó a ser más ampliamente aceptado y la reputación de Sauternes se elevó rápidamente hasta rivalizar con las de los vinos dulces de Tokaj, por aquel entonces los más reputados.
A finales del XVIII, la reputación de la región era internacionalmente conocida: Thomas Jefferson fue un gran aficionado al vino de Sauternes. Jefferson documentó que después de probar un Château d'Yquem, el Presidente, George Washington inmediatamente encargó 30 docenas de botellas.
El reconocimiento del Sauternes como appellation d'origine contrôlée (AOC) data de 1947. A partir de 1973, es una denominación de origen protegida (PDO) ante la Unión Europea.

## Clima y geografía

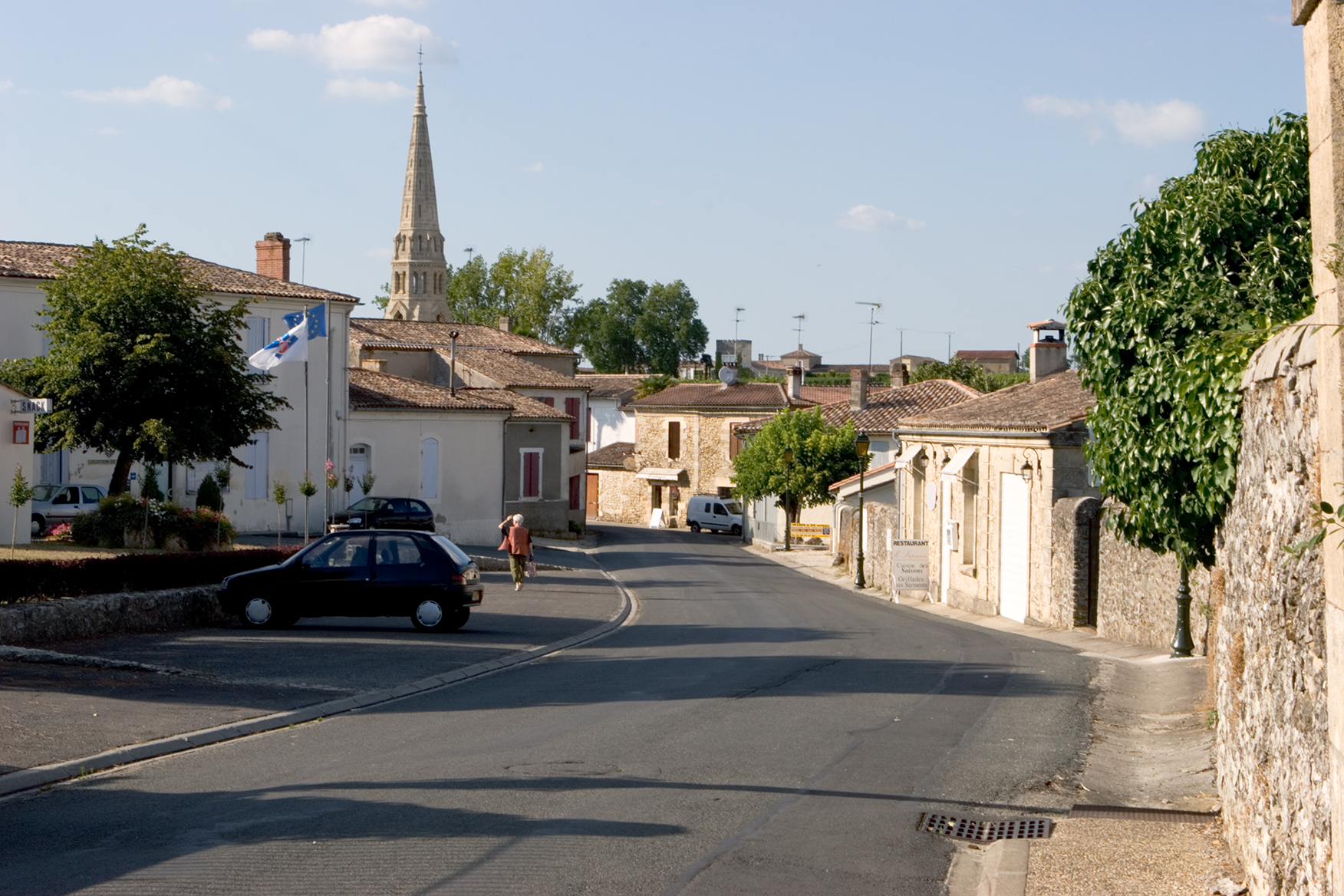
El pueblo de Sauternes.

Como la mayor parte de la región vinícola de Burdeos, la de Sauternes tiene clima marítimo que conlleva los riesgos vitícolas de helada otoñal, granizo y lluvias que pueden arruinar toda una cosecha. La región de Sauternes se encuentra a 40 kilómetros al sureste de la ciudad de Burdeos a lo largo del río Garona y su afluente, el Ciron. La fuente del Ciron es un manantial con aguas más frías que las del Garona. En el otoño, cuando el tiempo es templado y seco, las diferentes temperaturas de los dos ríos que se encuentran produce niebla que desciende por los viñedos desde el atardecer hasta bien entrada la mañana. Esta condición promueve el desarrollo del hongo Botrytis cinerea. A mediodía, el sol cálido ayuda a disipar la neblina y seca las uvas impidiendo que desarrollen una podredumbre menos favorable. Por esta razón, los mejores viñedos se encuentran localizados en las zonas más elevadas de Sauternes, donde los viñedos se ven afectados por la niebla matutina que favorece la propagación del hongo, pero ésta se dispersa rápidamente a lo largo de la mañana.

## Regiones vinícolas
La región vinícola de Sauternes comprende cinco comunas— Barsac, Sauternes, Bommes, Fargues y Preignac. Los cinco municipios pueden usar la etiqueta Sauternes, pero a la región de Barsac se le permite también etiquetar sus vinos con la denominación Barsac. La región de Barsac se ubica en la orilla occidental del río Ciron donde el afluente desemboca en el Garona. La zona es una llanura aluvial con suelos arenosos y limosos. En general, el vino de Barsac se distingue de otros Sauternes en que es más seco con un cuerpo más ligero; actualmente más productores de Barsac están eligiendo promocionar los vinos con su propio nombre. En los años en que la podredumbre noble no se desarrolla, los productores de Sauternes a menudo hacen vino blanco seco con la denominación genérica AOC Bordeaux. Para ser susceptibles de llevar la etiqueta Sauternes, los vinos deben tener un mínimo de 13% de graduación alcohólica y pasar un examen donde los vinos necesitan tener un alto contenido de azúcar. No hay normas respecto a la cantidad exacta de azúcar residual que el vino debe tener.

### Clasificación
En 1855, Napoleón III encargó a los productores de Burdeos que desarrollaran una clasificación de las bodegas de la región de Burdeos para la Exposición universal de 1855. Los châteaux de Sauternes y Barsac se consideraron separadamente de las bodegas del Médoc, excluyéndose a los productores de Saint Emilion y Pomerol, y con la única inclusión de un vino de Graves, el Château Haut-Brion. La clasificación se basó en la reputación y los precios de mercado de los vinos de varias bodegas. 
A diferencia de los vinos tintos del Médoc, que recibieron cinco grados (de Premier Cru a Cinquième Cru), los vinos de Sauternes y Barsac fueron clasificados en dos: Premiers Crus y Deuxièmes Crus. A fin de reconocer el especial prestigio y la altísima cotización de los vinos de la bodega del Château d'Yquem, sus vinos fueron clasificados como Premier Cru Supérieur. Ninguna otra bodega de la zona vinícola de Burdeos, sean tintos o dulces, ha recibido la clasificación de Supérieur. En la actualidad, hay once bodegas Premiers Crus y quince Deuxièmes Crus. La comuna de Barsac tiene la mayor parte de las bodegas catalogadas con diez, seguida por Bommes y Sauternes con seis cada una, Fargues con tres y Preignac con dos.
Entre las bodegas destacadas de la región de Sauternes, cabe señalar el Château d'Yquem, el Guiraud, el Filhot, el Rayne-Vigneau, el Climens, el Coutet, y La Tour Blanche. Además de los vinos clasificados, existen numerosas bodegas de la denominación de origen Sauternes-Barsac no clasificadas, como el Château de Villefranche o el Château Cantegril. Muchas bodegas tienen asimismo segundas marcas de vinos de inferior calidad, generalmente con nombres basados en el del château, como por ejemplo La Chartreuse de Coutet (de Coutet), o el Petit Vedrines (de Doisy-Védrines). 
Las zonas vinícolas cercanas a Sauternes, como Cérons, Loupiac y Cadillac (y la más alejada zona de Monbazillac) también suelen producir vinos dulces de estilo botrificado bajo su propia denominación de origen, aunque estos vinos considerados como de muy inferior calidad a los de Sauternes.

## Viticultura y vinicultura

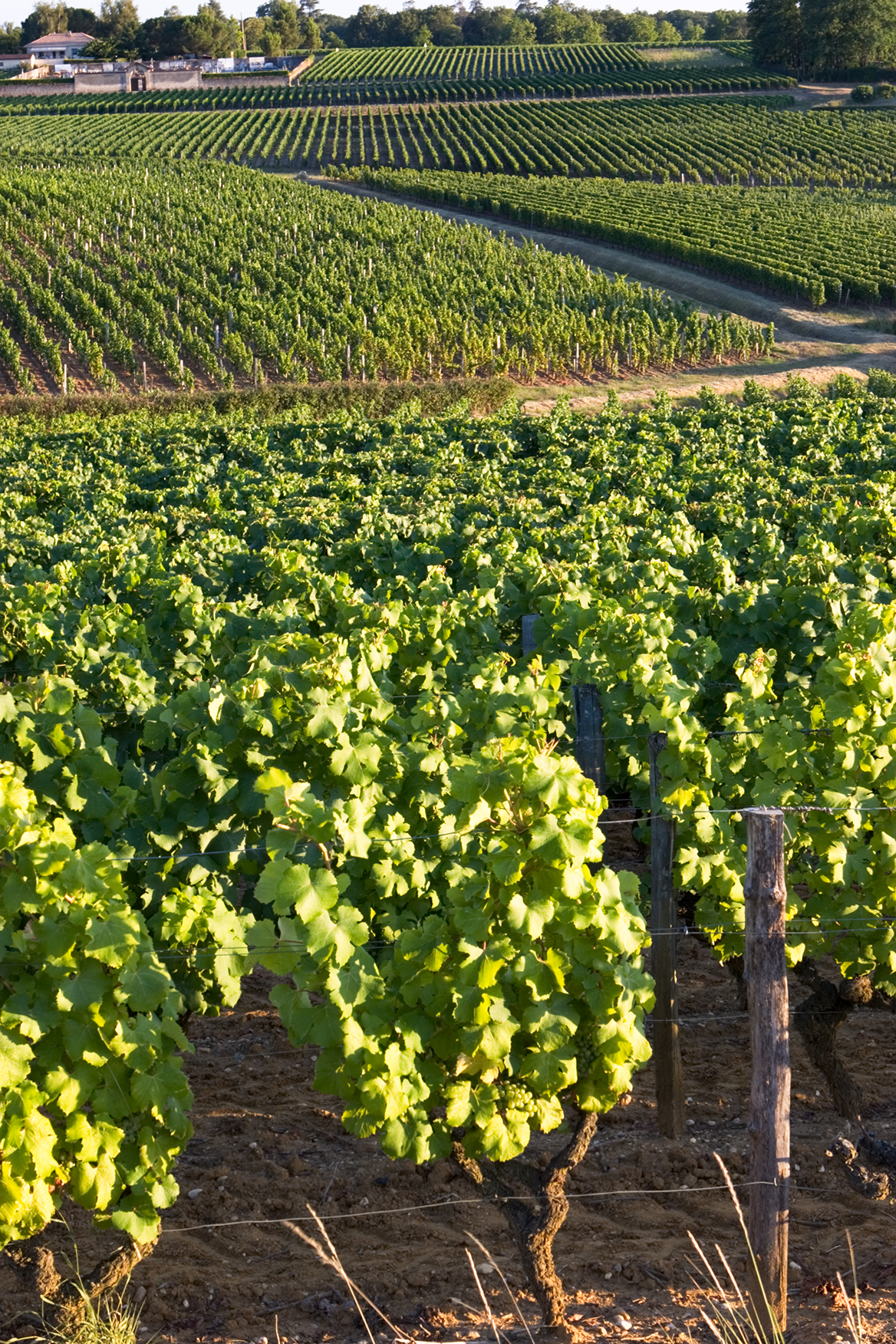
Viñas en Sauternes.

La vinicultura de la región de Sauternes se centra alrededor del desarrollo de la podredumbre noble. El hongo Botrytis tiene propiedades únicas que hacen que la baya concentre aromas y azúcares mientras mantiene el alto nivel de acidez necesario para equilibrar el vino y evitar que sepa empalagosamente dulce. Las esporas de botrytis se desarrollan más con la niebla y el calor alrededor de las vides. Una vez que se unen a la baya comienzan un proceso de desecación y alteran químicamente los componentes del mosto. Este proceso incrementa la concentración de azúcares y ácido tartárico. Durante la fermentación, esto estimula la producción de glicerol que imparte al vino resultante altos niveles de viscosidad. El hongo tiene también un efecto dramático sobre el aroma y el sabor. Este elemento único de los vinos botritizados los distingue de otros vinos que derivan su dulzura de la "fortificación", el secado o ser cosechados tardíamente. Históricamente la región tenía una media de tres cosechas cada década con las condiciones necesarias para que la Botrytis cinerea se desarrolle plenamente. El final del siglo XX ha sido más fructífero con una media de seis cosechas con las condiciones necesarias. La producción de Sauternes es un trabajo muy intensivo: los cosechadores tienen que recolectar las bayas individualmente y solo aquellas adecuadamente infectadas por el hongo. Esto puede requerir varios viajes a través del viñedo a lo largo de una quincena. La cosecha media de Sauternes está entre los 12 y los 20 hectolitros por hectárea. Las cosechas de los mejores productores pueden ser incluso menores, con el Château d'Yquem haciendo una media de 9 hectolitros por hectárea. Esto contrasta mucho con el resto de Burdeos, donde las cosechas están normalmente alrededor de los 45 hl por ha. Más aún, las uvas marchitas y casi pasificadas dan solo una pequeña cantidad de mosto. No es infrecuente que toda una parra produzca solo suficiente mosto para un solo vaso de vino. Esto contribuye a que la producción sea muy pequeña, con la mayor parte de los productores haciendo una medie entre 1.000 y 7.000 cajas al año, y es la principal razón por la que los costes asociados con el Sauternes sean altos.

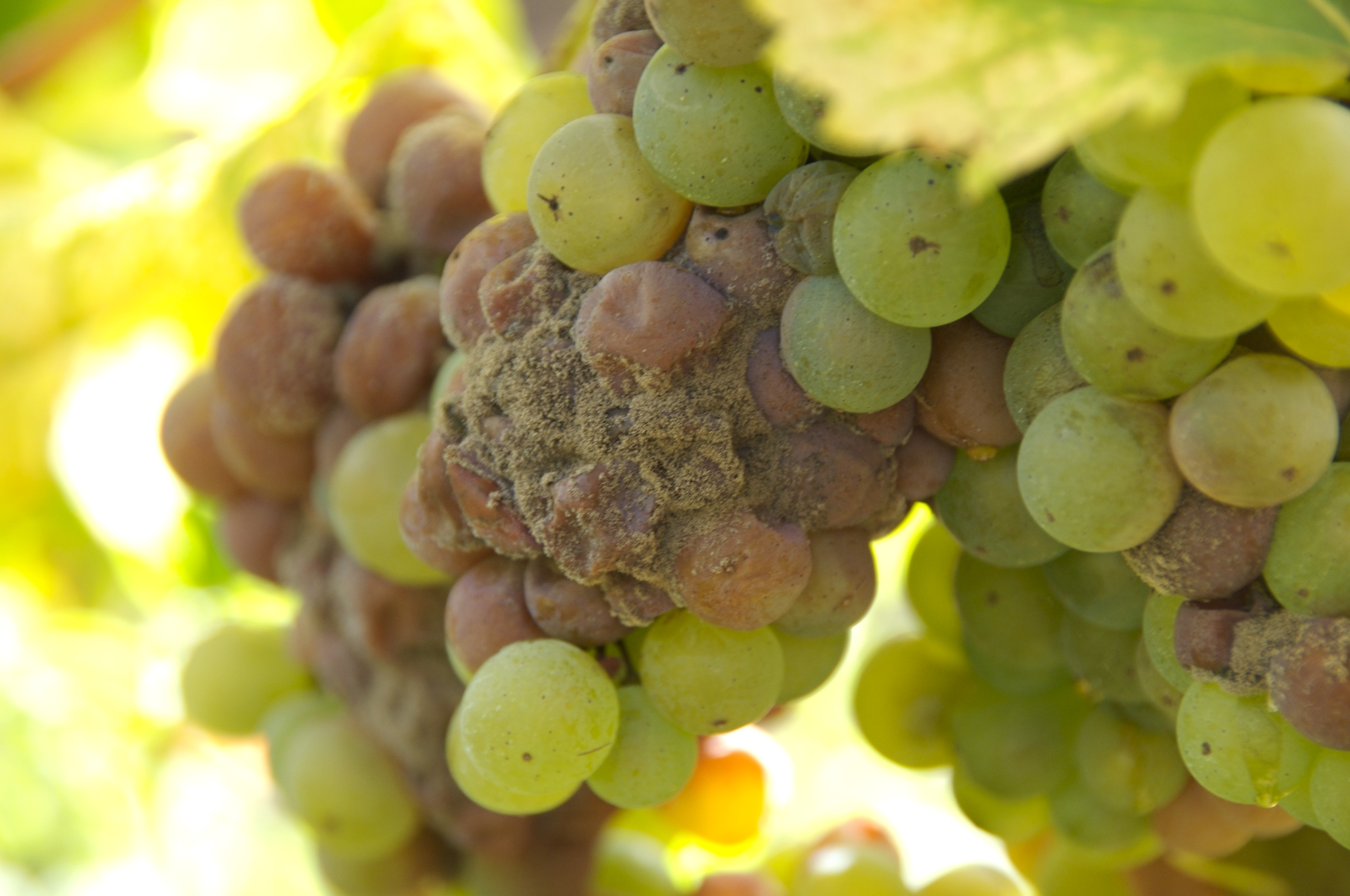
Detalle de uvas afectadas por la podredumbre noble.

La influencia con mayor impacto en el vino resultante tiene lugar en el viñedo, mientras que el carácter y la complejidad de la uva botritizada se establece antes de hacer el vino. En la bodega, las uvas se tratan lo más suavemente durante el prensado. En los años ochenta se desarrolló el controvertido y caro proceso pre-prensado de críoextracción. Durante este proceso, las uvas se colocan en un compartimento especial de enfriado donde son enfriadas durante 20 horas. Las uvas que están menos maduras tienen una mayor concentración de agua que las uvas maduras, saturadas de azúcar. Durante este proceso de enfriamiento, el agua se congela, permitiendo que el proceso de prensado maximice el total de mosto concentrado que se produce. Los tradicionalistas han señalado que la críoextracción es una excusa para compensar una "cosecha perezosa" y que añade costes al ya caro Sauternes sin incrementar necesariamente la calidad. Sin embargo, su uso se ha incrementado, especialmente en los años de cosechas malas. La fermentación frecuentemente ocurre en barricas de roble con el estilo de la casa dictando la cantidad de roble nuevo usado en cada cosecha. El proceso de fermentación se detendrá naturalmente en un nivel de alrededor del 14% de alcohol, aunque el uso de levaduras especialmente cultivadas puede a veces llevarlo más allá. En las cosechas malas, puede usarse la chaptalización para incrementar el alcohol y el cuerpo. Algunas bodegas eligen frenar la fermentación prematuramente mediante el uso de dióxido de sulfuro para mantener niveles más altos de azúcar residual. Después de la fermentación el vino se envejecerá curante 18-36 meses en barrica de roble antes de ponerlo a la venta.

### Variedades de uva
Las variedades de uva usadas para producir Sauternes son las mismas que los vinos blancos secos de Burdeos: sémillon, sauvignon blanc, y muscadelle. Mientras que sauvignon blanc es la uva principal para el Burdeos blanco, la semillón supone entre el 75 y el 90 % de la mezcla de un Sauternes. Las condiciones climáticas pueden afectar a lo que vaya a ser la mezcla final, pues las uvas no se ven afectadas por igual por la podredumbre noble. La semillón se ve fácilmente afectada debido a su piel fina, aunque normalmente ataca primero a la sauvignon blanc. Esta última variedad es apreciada por la cantidad de acidez que añade al vino y su habilidad para armonizar sus aromas con la semillón. Muscadel se usa en muy pequeñas cantidades, si es que se llega a usar, y contribuye a darle cualidades aromáticas.

## Estilo de vino y presentación

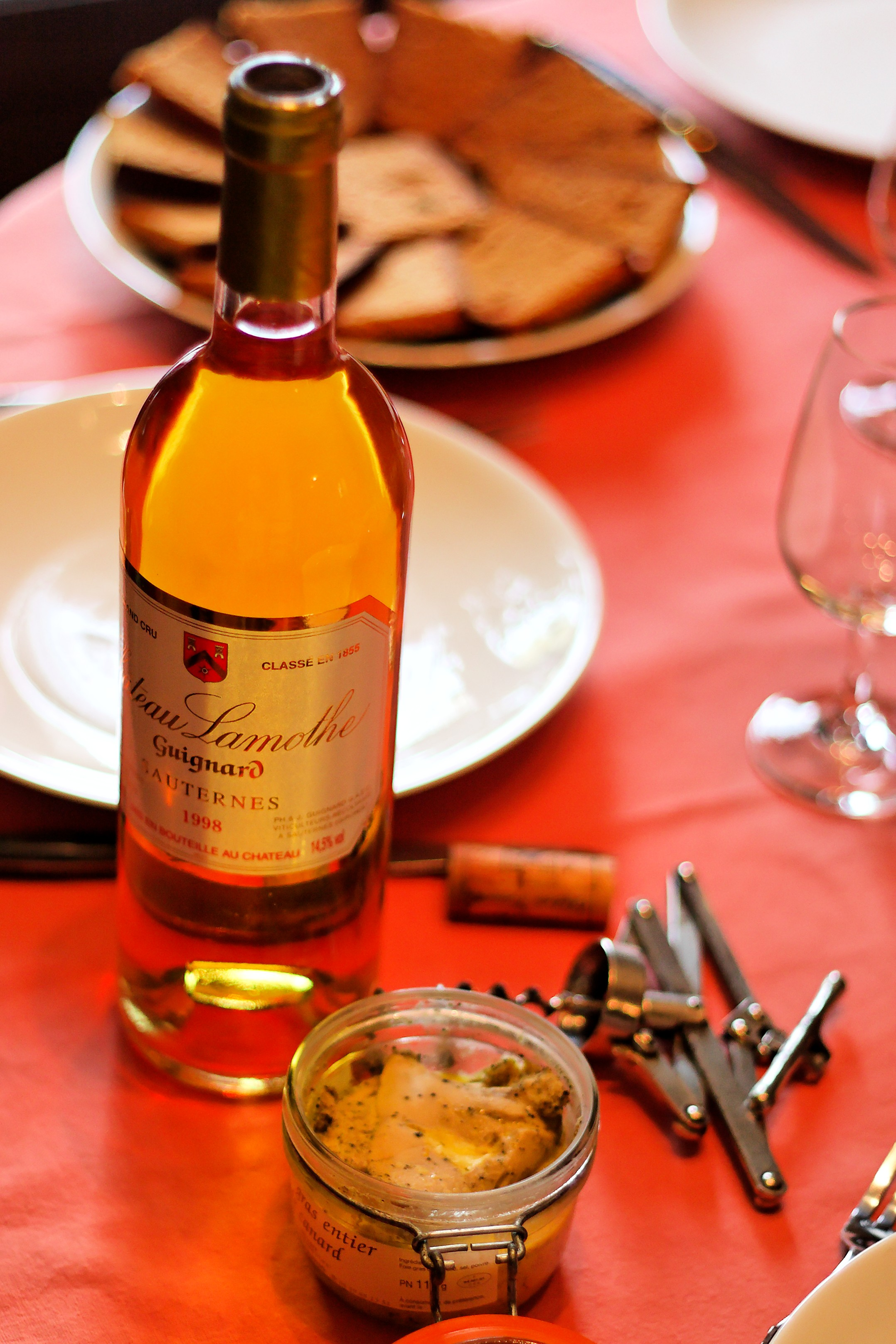
Foie gras y Sauternes.

El Sauternes se caracteriza por el equilibrio de dulzura con la garra de la acidez. Algunas notas aromáticas que se aprecian son albaricoques, miel y melocotones. El final puede resonar en el paladar durante varios minutos. Sauternes son algunos de los vinos más duraderos, con ejemplos destacados de cosechas excepcionales adecuadamente guardadas que han llegado a envejecer bien más allá de los cien años. El Sauternes comienza típicamente con un color amarillo dorado que va oscureciéndose progresivamente conforme envejece. Algunos expertos en vino, como Ed McCarthy y la Maestro de Vino Mary Ewing-Mulligan, creen que solo una vez que el vino alcanza el color de una antigua moneda de cobre ha comenzado a desarrollar sus sabores y aromas más complejos y maduros.
Varios Sauternes se vende tanto en botellas estándar de 0.75l como en medias botellas de 375 mililitros, aunque también se producen botellas más grandes. Los vinos se sirven frescos, alrededor de los 11º aunque los vinos de más de 15 años se sirven a menudo un poco más templados para resaltar las notas dulces. El vino sauternes marida bien con muchos tipos de comida, sobre todo si son grasas o de fuerte sabor a carne, siendo clásico su emparejamiento con el foie gras.

## Añadas
La calidad del vino de Sauternes puede variar mucho dependiendo de la añada. Ello se debe sobre todo a las particulares condiciones climáticas que han de cumplirse para que se produzca la adecuada botrificación (podredumbre noble) de las uvas. Generalmente esto requiere un verano relativamente seco y cálido que eleve la temperatura de las aguas del Garona, y que septiembre y sobre todo octubre sean meses relativamente húmedos pero sin precipitación, a fin de que se formen nieblas y rocío sobre las uvas que maduran en la vid. La condensación  de rocío en las uvas favorece el crecimiento del hongo Botrytis cinerea, pero a fin de que las uvas empiecen a pasificar, el transcurso del día ha de ser relativamente cálido y soleado. Por todo ello, la lluvia y los días nublados no favorecen el proceso de podredumbre noble. Ello conlleva que haya años en los que la botrificación no se produzca con éxito, y otros en los que la calidad de la misma es tan ínfima que, al estilo de los vinos de Oporto, muchas bodegas, sobre todo las Premier Cru, deciden no declarar la añada y, o bien producir un vino blanco seco, o vender vinos dulces de calidad muy inferior con marcas secundarias, sin la denominación de origen Sauternes. Esto ocurrió con particular frecuencia a principios de los años 1990; por ejemplo, en 1992 muchas bodegas ni siquiera produjeron vino botrificado. 
Los vinos de añadas de calidad excepcional (las más recientes siendo 1990, 2001 y 2009) suelen tener una vida en bodega muy larga, siendo habitual que envejezcan en perfectas condiciones durante más de 50 años, al tiempo que desarrollan sabores más complejos y oscurecen. Los vinos de añadas de peor calidad tienden a envejecer muy mal, y no suelen durar en condiciones más de una década.
La clasificación de las añadas de los últimos 50 años es la siguiente:
| - 1958 Excepcional (5*) - 1967 Excepcional (5*) - 1975 Buena (4*) - 1976 Buena (4*) - 1982 Mala (1*) - 1983 Buena (4*) - 1986 Buena (4*) - 1988 Buena (4*) - 1989 Excepcional (5*) - 1990 Excepcional (5*) - 1991 Mala (1*) - 1992 Mala (1*) - 1995 Mala (1*) - 1996 Mala (1*) - 1997 Muy buena (4*+) - 1998 Normal (3*) | - 1999 Buena (4*) - 2001 Excepcional (5*) - 2002 Mala (1*) - 2003 Buena (4*) - 2004 Mala (1*) - 2005 Buena (4*) - 2007 Muy buena (4*+) - 2009 Excepcional (5*) - 2010 Muy buena (4*+) - 2011 Buena (4*) - 2012 Mala (1*) - 2013 Normal (3*) - 2014 Normal (3*) - 2015 Buena (4*) - 2016 Normal (3*) - 2017 Normal (3*) - 2018 Regular (2*) |